# Papineauville
Papineauville est une ville canadienne au Québec, chef-lieu de la municipalité régionale de comté (MRC) de Papineau, dans la région de l'Outaouais. Les municipalités limitrophes sont Saint-André-Avellin au nord, Alfred et Plantagenet au sud, Plaisance à l'ouest et Montebello à l'est.

## Toponymie
La municipalité de Papineauville a été créée le 29 novembre 2000. Elle est issue du regroupement du village de Papineauville et de l'ancienne municipalité de la paroisse de Sainte-Angélique qui a donné naissance à la municipalité de Papineauville. Papineauville doit son nom à Denis-Benjamin Papineau (1789-1854), frère de Louis-Joseph, considéré comme le fondateur de l'endroit vers 1850.
Ses habitants sont appelés Papineauvillois et Papineauvilloises. Le village de Papineau a vu le jour vers les années 1840. Lorsque les Papineau ont installé un moulin à farine seigneurial à la petite chute du ruisseau Saint-Amedée, les commerçants anglophones des produits forestiers et les artisans s'y sont installés, d'autant plus que Denis-Bejamin Papineau  qui était aussi notaire et marchand avait ouvert un bureau de poste (deuxième de l'Outaouais après celui de Hull).

## Histoire

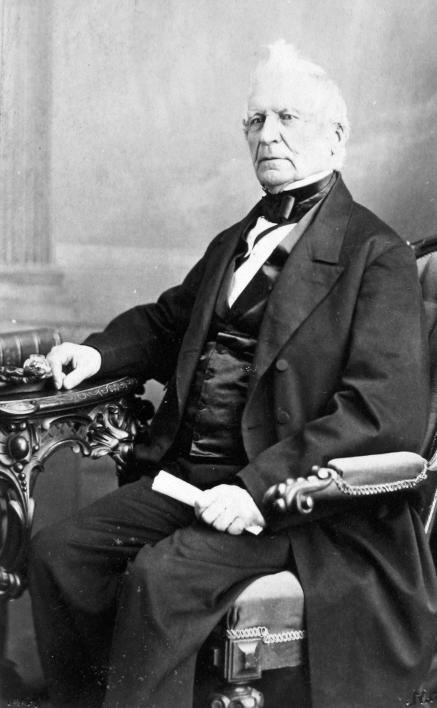
Louis-Joseph Papineau

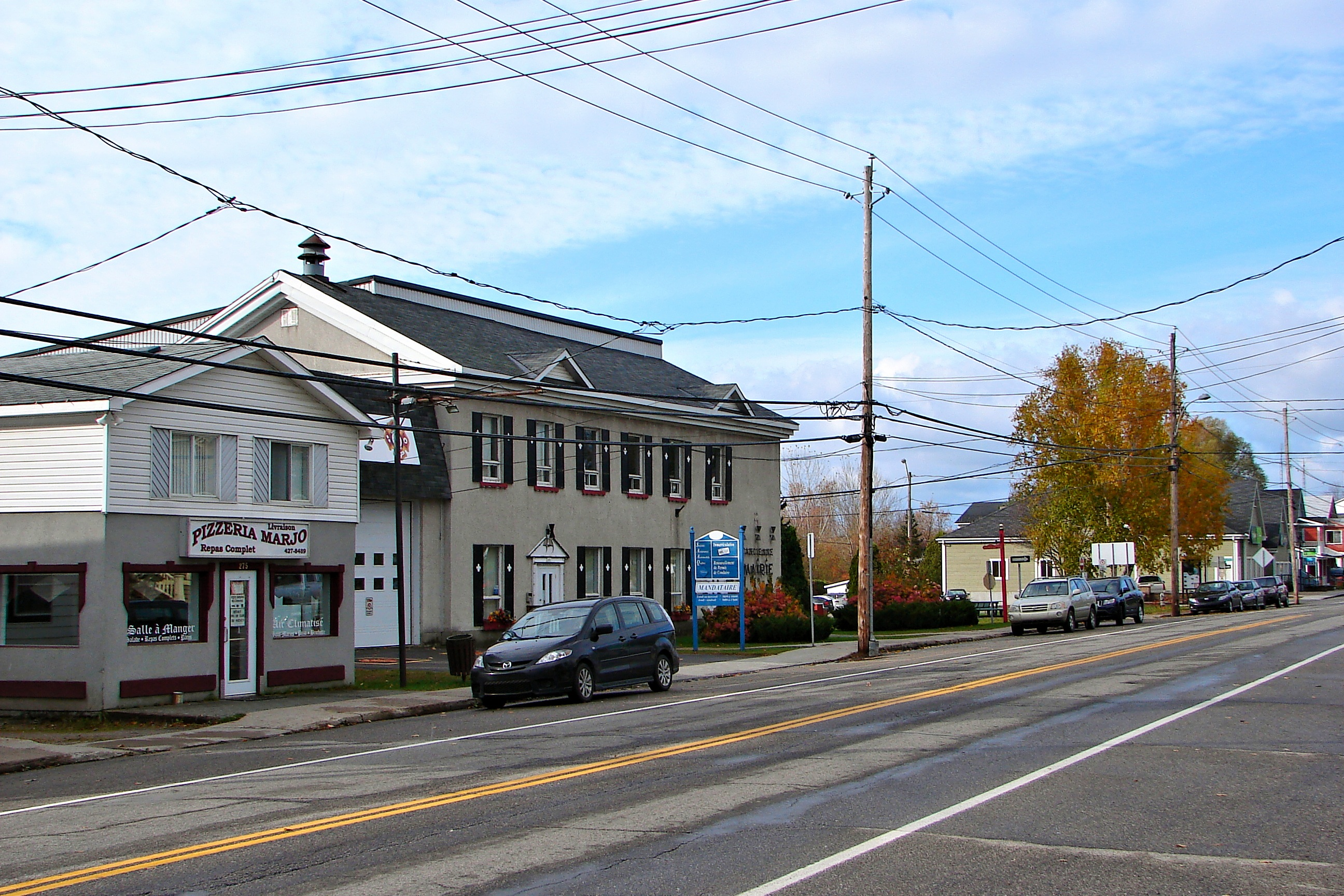
Ancien hôtel de ville.

- 1654: La Petite Nation, l'une des seigneuries de la nouvelle France, fut habitée par les Algonquins qui furent massacrés et torturés par les Iroquois.
- 1613: Champlain se rend à la Petite Nation pour la première fois, et y retourne en 1615 en compagnie de quatre missionnaires et deux interprètes.
- 1625: Le Père Lebreuf y passe l’hiver pour l’évangélisation.
- 16 mai 1674: La Compagnie des Indes occidentales offre la seigneurie à Monseigneur Laval, premier évêque de la Nouvelle-France[3].
- 1801: Joseph Papineau, notaire de profession achète la seigneurie de l'évêque Monseigneur Laval.
- 1807: Papineau profite de la naissance de l'industrie forestière et engagea 19 travailleurs de chantiers le coupe de bois équarri. Il construisit des moulins à farine et des moulins de scieries.
- 1808: Papineau confie l'administration de la seigneurie à son fils Denis-Benjamin Papineau afin de s'occuper de ses fonctions politiques.
- 1809: Joseph Papineau vend 40% de la seigneurie à Robert Fletcher, marchand de Boston qui vint avec 160 colons de la Nouvelle-Angleterre.
- 1817: Louis-Joseph Papineau achète la seigneurie de son père Joseph, peu disponible à cause de son engagement politique. Denis-Benjamin Papineau y reste administrateur et s'occupe du peuplement de la seigneurie en distribuant les terres d'exploitation.
- 1822: Louis-Joseph Papineau loue les droits de coupe à Thomas Mears, un marchand de bois de Hawkesbury. Ces différentes activités permirent à la seigneurie d'être habitée à la fois par les anglophones et les francophones[4]. Ce fut l'initiative de Denis-Benjamin Papineau qui permit la naissance du village de Papineauville. En effet la construction du moulin à farine à la petite chute du ruisseau de Saint-Amédée ainsi que le bureau de poste de la seigneurie de la Petite Nation attirèrent les commerçants et les artisans.
- 1840: Le village de Papineauville voit le jour.
- 1853: Denis-Benjamin Papineau trace les rues de Papineauville et la place publique devant l'église en construction qui porta le nom de son épouse Angélique.
- 1855: La seigneurie de la Petite Nation est abolie. La municipalité de la paroisse de Sainte-Angélique voit le jour, son premier maire était le marchand de bois Asa Cooke[5].
- 1896: Le village de Papineauville devient une municipalité distincte portant le nom de la municipalité du village de Papineauville.
- 29 novembre 2000: La municipalité de la paroisse de Sainte-Angélique et la municipalité du village de Papineauville sont regroupées pour constituer la nouvelle municipalité de Papineauville . Sainte-Angélique est l'un des secteurs de la nouvelle municipalité.

## Géographie

### Géographie humaine
Avant la création de la MRC de Papineau en, 1983, elle faisait partie du comté de Papineau

### Subdivisions
- Papineauville (Village)
- Portage-de-la-Nation (Hameau)
- Sainte-Angélique (Secteur)
- Saint-Amédée (Hameau)

### Géographie physique
Au sud, la municipalité de Papineauville est séparée de la municipalité ontarienne de canton Alfred et Plantagenet par la rivière des Outaouais. Elle est située dans les contreforts des Laurentides entre Montréal et Gatineau, et elle est couverte des forêts et des terres agricoles. Elle est désenclavée par l'autoroute 50 due à son emplacement à mi-chemin entre Gatineau et Montréal.

### Hydrographie
Papineauville bénéficie de la présence de deux rivières officiellement nommés : la Petite rivière Rouge, qui se déverse sur la rive nord-est de la rivière de la Petite-Nation, laquelle traverse également la municipalité de Papineauville. En effet, le bassin versant de la rivière de la Petite-Nation est localisé dans 17 municipalités de l'Outaouais, dont la majorité se trouve dans la MRC de Papineau.
Les ruisseaux officiellement nommés situés à Papineauville sont : le ruisseau Dicaire(d), le ruisseau Frappier(d) et le ruisseau Saint-Amédée(d).
Le seul cours d’eau agricole officiellement nommé dans Papineauville est le cours d'eau Clément(d). La baie de la Pentecôte(d) est une baie de la rivière des Outaouais.
Les seules chutes de Papineauville sont les chutes du Portage(d), situées sur la rivière de la Petite-Nation.

## Démographie
| 1996  | 2001  | 2006  | 2011  | 2016  | 2021  |
| ----- | ----- | ----- | ----- | ----- | ----- |
| 2 262 | 2 150 | 2 167 | 2 165 | 2 101 | 2 153 |

## Administration
Les élections municipales se font en bloc pour le maire et les six conseillers.
| Papineauville Maires depuis 2005                                                                                     |                     |         |          |
| Élection | Maire               | Qualité | Résultat |
| 2005 | André Blais         |         | Voir     |
| 2009 | Gilles Clément      |         | Voir     |
| 2013 | Christian Beauchamp |         | Voir     |
| 2017 | Christian Beauchamp | Voir    |          |
| 2021 | Paul-André David    |         | Voir     |
| Élection partielle en italique Depuis 2005, les élections sont simultanées dans toutes les municipalités québécoises |                     |         |          |

### Chronologie municipale
- 1er juillet 1855 : Constitution de la municipalité de paroisse de Sainte-Angélique lors du premier découpage municipal du Québec. Le nom originel est une appellation d'Angélique-Louise Cornud, épouse du fondateur l'honorable Denis-Benjamin Papineau, frère du chef patriote Louis-Joseph.Rue Principale, Papineauville, carte postale, vers 1903-1920

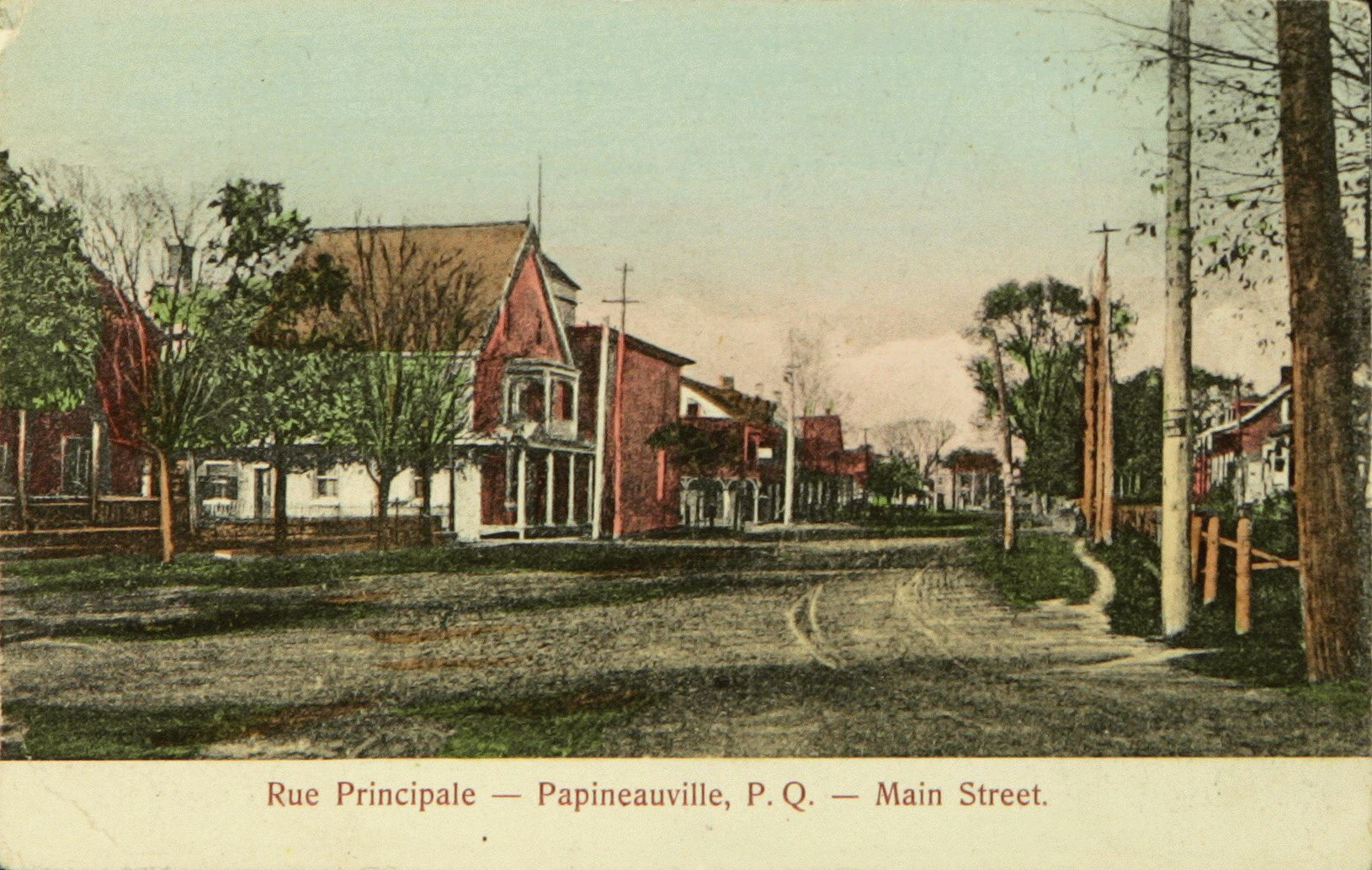
Rue Principale, Papineauville, carte postale, vers 1903-1920

- 30 septembre 1896 : La municipalité de village de Papineauville se détache de Sainte-Angélique.
- 31 octobre 1900 : La municipalité de paroisse de Cœur-Très-Pur-de-la-Bienheureuse-Vierge-Marie-de-Plaisance se détache de Sainte-Angélique.
- 29 novembre 2000 : Fusion entre Sainte-Angélique et Papineauville pour former la municipalité de Papineauville.
- 1er janvier 2002 : Annexion du secteur "Presqu'îles" de Papineauville par Plaisance

### Mairie et conseil municipal
Le maire actuel de Papineauville est Paul-André David qui est membre de tous les comités.
Le conseil municipal compte six conseillers:
- Michel Leblanc: membre du comité des Loisirs, conseiller responsable des secteurs sud et de Papineauville
- Christian Proulx: élu en novembre 2022.
- Francine Dutrisac: élue en novembre 2021, membre du CCU, membre du comité de la famille ainsi que représentante auprès de l'Office municipal d'habitation et responsable municipal auprès des aînés
- Robert Débiens: élu en novembre 2021, membre du comité culturel.
- Béatrice Cardin: élue en novembre 2021, pro-maire, membre du CCU.
- Jean-Yves Carrière: membre du comité environnement et représentant municipal auprès de TRICENTRIS ainsi que conseiller responsable du secteur rural et agricole .

## Éducation
La municipalité de Papineauville fait partie de la Commission scolaire au Cœurs-des-Vallées. On y trouve l'école primaire Saint-Pie X, l'école secondaire Louis-Joseph-Papineau et le Centre de Formation Professionnel Seigneurie ainsi qui le Centre Le Vallon.

## Tourisme
La municipalité dispose de deux parcs: l'Arc du Cadran Solaire, un parc situé sur la ligne du 75e méridien utilisé pour déterminer l’Heure normale de l'Est, et le Parc du Moulin Seigneurial Papineau localisé sur l’ancien site du moulin à farine de Papineauville. Ce parc donne accès au ruisseau de la chute de Saint-Amédée. Le Quai public sur la rivière des Outaouais permet un accès gratuit aux bateaux. Les sentiers de 6 km permettent la marche à pied à travers le bois. La municipalité dispose de deux cabanes à sucre: La Cabane à sucre chez Ti-Mousse et la Cabane à sucre Chez Brazeau 

## Loisirs et culture
Au mois de février, la fête d'hiver est organisée et diverses activités pour tous les âges sont organisées. Le 24 juin de chaque année, les habitants de Papineauville se joignent à tous les Québécois et à toutes les Québécoises pour célébrer la Fête nationale du Québec. Concernant les activités sportives, le soccer intérieur est organisé au gymnase de l'école Louis-Joseph Papineau. L’aréna Joseph-Lucien-Malo a été construite en 1985 et permet l'organisation de diverses activités sur glace notamment le hockey et le patinage. Pour ce qui concerne les activités culturelles, le rendez-vous des arts de Papineau est un événement organisé en été, les artistes sont invités à venir exposer leurs œuvres. Différents ateliers sur les arts sont organisés à cette occasion. En outre, la municipalité dispose d'une bibliothèque située au 294, rue Papineau et un Centre de généalogie au 188, rue Jeanne-d’Arc.

## L’église Sainte-Angélique de Papineauville

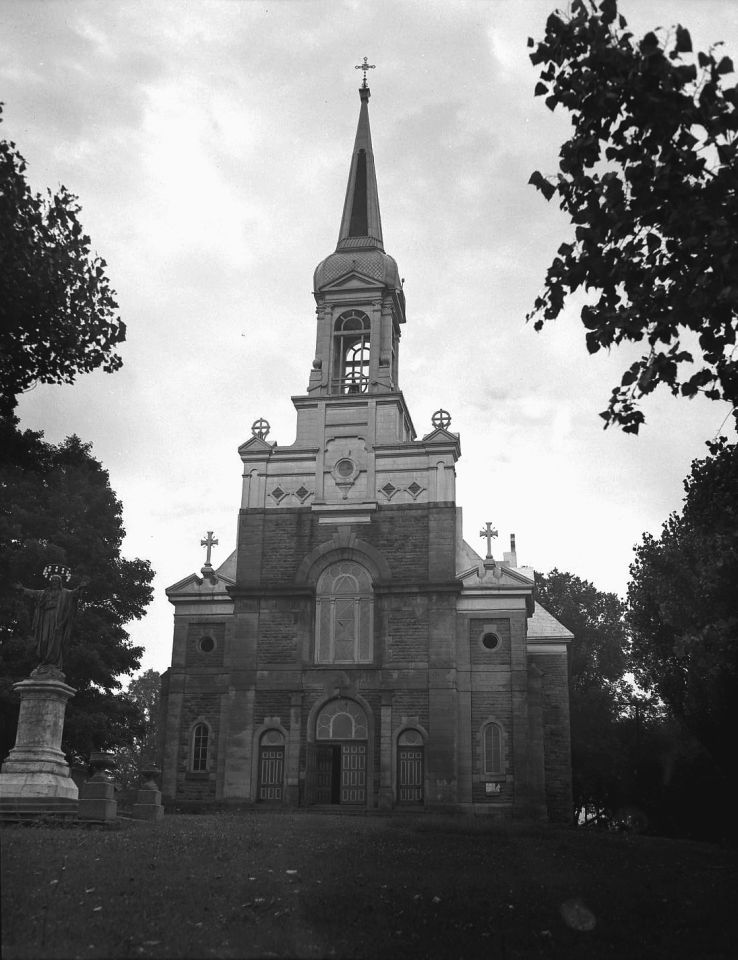
Église Sainte-Angélique de Papineauville

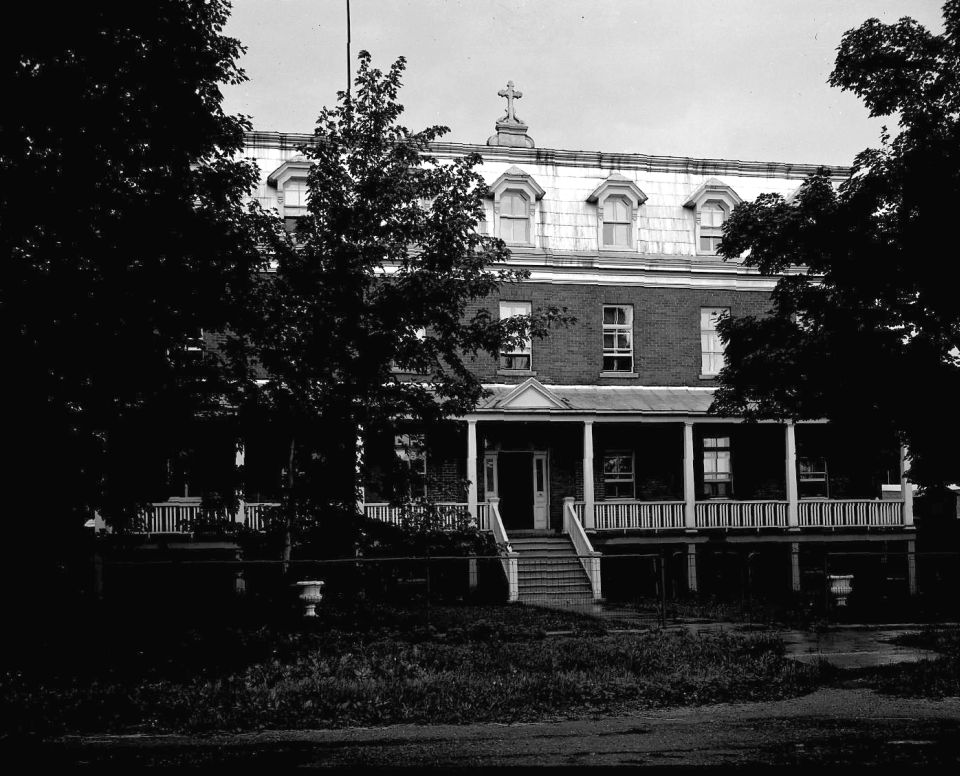
Académie Sainte-Jeanne-d'Arc de Papineauville

En 1852, les habitants de la Petite-Nation présentent une requête à l’Évêque de Bytown du diocèse d'Ottawa pour ériger une paroisse afin de se détacher de la paroisse Notre-Dame de Bonsecours. Le 15 février 1853, l'évêque de Bytown signa un décret canonique érigeant canoniquement la Paroisse Saint-Angélique, en Seigneurie de la Petite Nation. C'est Denis-Benjamin Papineau qui donna le terrain pour l’église et le cimetière et la paroisse fut mise sous la protection de Sainte-Angèle en l'honneur de Louise-Angélique Conud, l'épouse de Denis-Benjamin Papineau. La première messe fut célébrée par les Pères Médard Bourassa et Arthur Migneault avant 1853, dans une maison située au 317, rue Papineau qui appartenait à Henri Hillman. L'abbé David, premier curé de la paroisse, enregistra l'érection civile de Sainte-Angélique en 1859. Sous la direction de Napoléon Bourassa, l'église fut construite et inaugurée le 23 octobre 1862 par la bénédiction de Monseigneur Jos-Eugène Bruno Guigues, évêque d'Ottawa. L'acquisition de sa propre paroisse permit à Papineauville d'avoir ses propres écoles. C'est en 1853 qu'une première école française ouvrit ses portes. En 1892, une vaste école fut construite pour remplacer la première école devenue trop petite pour accueillir tous les écoliers qui ne cessent d'augmenter en nombre. L'école Sainte-Jeanne-d’Arc fut construite en 1908 et rénovée en 1949 et mise sous la responsabilité des Sœurs Grises de la Croix. L'école primaire Saint-Pie X fut inaugurée en 1956,. L'Église Sainte-Angélique de Papineauville a été construite en 1902 et inaugurée en 1903. Elle est l'une des paroisses de l'Archidiocèse de Gatineau. L'édifice est une construction d'influence éclectique et a été cité comme immeuble patrimonial en 1989. Les registres d'état civil de la paroisse de Sainte-Angélique de Papineauville entre 1853 et 1910 ont été classés comme document patrimonial en 2012 par le ministère de la Culture et des Communications.